# Robert Penn Warren
Robert Penn Warren (Guthrie, 1905. április 24. – Stratton, 1989. szeptember 15.) amerikai költő, regényíró és irodalomkritikus, az Új kriticizmus egyik alapítója. Alapító tagja volt a Déli Írók Szövetségének is. 1935-ben megalapította a The Southern Review című irodalmi folyóiratot Cleanth Brooks-szal. 1947-ben Pulitzer-díjat kapott az All the King's Men (1946) című regényéért és 1958-ban és 1979-ben Pulitzer-díjat a költészetért. Ő az egyetlen, aki Pulitzer-díjat nyert szépirodalomért és költészetért egyaránt.

## Korai évek
Warren Guthrie-ben, Kentucky államban, a Tennessee-Kentucky határ közelében született Robert Warren és Anna Penn gyermekeként. Warren anyjának családja Virginiában gyökerezik, nevüket a virginiai Patrick megyében található Penn's Store közösségnek adták, és a függetlenségi háború katonája, Abram Penn ezredes leszármazottja volt.
Robert Penn Warren a Tennessee állambeli Clarksville-i Clarksville High School-ban végzett; Vanderbilt Egyetem (summa cum laude, Phi Beta Kappa) 1925-ben és a Berkeley Egyetemen 1926-ban; majd 1927-től 1928-ig a Yale Egyetemen végzett további posztgraduális tanulmányokat, és megszerezte a B.Litt. Rhodes-ösztöndíjasként az angliai New College-ban, Oxfordban, 1930-ban. Guggenheim-ösztöndíjat kapott, hogy Olaszországban tanulhasson Benito Mussolini uralkodása alatt. Ugyanebben az évben kezdte meg tanári pályafutását a Southwestern College-ban (ma Rhodes College) Memphisben, Tennessee államban.

## Pályafutása
Warren még a Vanderbilt Egyetem egyetemi hallgatójaként kapcsolatba került az ottani költők csoportjával, a Szökevényekkel, majd valamivel később, az 1930-as évek elején Warren és néhány ugyanezen író létrehozta a Southern Agrarians néven ismert csoportot. 11 másik déli íróval és költővel (köztük Vanderbilt költő/kritikusaival, John Crowe Ransom-mal, Allen Tate-tel és Donald Davidsonnal) közreműködött a „The Briar Patch” című agrárkiáltványban. A "The Briar Patch"-ben az ifjú Warren a faji szegregációt védi, összhangban az Agrárcsoport politikai beállítottságával, bár Davidson Warren álláspontját az esszében annyira előremutatónak ítélte, hogy amellett érvelt, hogy zárják ki a gyűjteményből. Warren azonban visszautasította ezeket a nézeteket a polgárjogi mozgalomról szóló cikkében, a "Divided South Searches Its Soul" (Megosztott dél keresi a lelkét), amely a Life magazin 1956. július 9-i számában jelent meg. Egy hónappal később Warren kiadta a cikk kibővített változatát egy kis könyvben, Segregation: The Inner Conflict in the South címmel. Ezt követően a faji integráció támogatójaként magas rangot kapott. 1965-ben kiadta a Who Speaks for the Negro? (Ki beszél a négerek nevében?) című gyűjteményét, amely interjúkat tartalmaz fekete polgárjogi vezetőkkel, köztük Malcolm X-szel és Martin Luther King Jr.-ral, ezzel is jobban megkülönböztetve politikai beállítottságát az olyan konzervatívabb filozófiáktól, amelyek olyan agrártársaikhoz kötődnek, mint Tate, Cleanth Brooks, és különösen Davidson. Warren polgárjogi vezetőkkel készített interjúi a Kentucky Egyetem Louie B. Nunn Szóbeli Történeti Központjában (Louie B. Nunn Center for Oral History) vannak.
Warren legismertebb műve az All the King's Men című regény, amely 1947-ben Pulitzer-díjat kapott. A főszereplő Willie Stark Huey Pierce Longra (1893–1935), Louisiana radikális populista kormányzójára hasonlít, akit Warren közelről megfigyelhetett tanítás közben. 1933 és 1942 között a Louisiana Állami Egyetemen, Baton Rouge-ban. Az 1949-es, azonos című film nagy sikert aratott, Broderick Crawford főszereplésével és 1949-ben elnyerte a legjobb filmnek járó Oscar-díjat. 2006-ban volt egy másik filmadaptáció, amelyben Sean Penn alakította Willie Starkot. Carlisle Floyd Willie Stark című operáját a regény alapján saját librettójára írták először 1981-ben.
Warren 1944–1945-ben a Kongresszusi Könyvtár költészeti tanácsadójaként szolgált (később Poet Laureate, koszorús költő néven) és két költészeti Pulitzer-díjat nyert, 1958-ban a Promises: Poems 1954–1956-ért, 1979-ben pedig a Now and Then-ért. A Promises elnyerte az éves költészeti nemzeti könyvdíjat (National Book Award for Poetry) is.
1974-ben a National Endowment for the Humanities beválasztotta a Jefferson-előadásra, amely az Egyesült Államok szövetségi kormányának legmagasabb kitüntetése a humán tudományok terén elért eredményeiért. Warren előadása a „Költészet és demokrácia” címet viselte (később Demokrácia és költészet címmel jelent meg). 1977-ben Warren elnyerte a St. Louisi Irodalmi Díjat a Saint Louis University Library Associates-től. 1980-ban Jimmy Carter elnök átadta Warrennek az Elnöki Szabadságérmet. 1981-ben Warrent MacArthur-ösztöndíjassá választották, majd 1986. február 26-án az Egyesült Államok első Poet Laureate Poetry tanácsadója lett. 1987-ben megkapta a National Medal of Arts kitüntetést.
Warren Cleanth Brooks-szal társszerzője volt a Understanding Poetry-nek, amely egy befolyásos irodalmi tankönyv. Ezt követték más, hasonlóan társszerzős tankönyvek, köztük a Understanding Fiction, amelyet Flannery O'Connor déli gótikus és római katolikus író méltat, és a Modern Rhetoric, amely az úgynevezett új kritikai perspektívát vette át.

## Magánélete
Első felesége Emma Brescia volt. Második házasságát 1952-ben kötötte Eleanor Clarkkal, akitől két gyermeke született, Rosanna Warren (született 1953) és Gabriel Penn Warren (1955). A Louisiana Állami Egyetemen eltöltött ideje alatt a louisianai Prairieville-ben, a Twin Oaksban (más néven Robert Penn Warren House-ban) lakott. Élete hátralévő részét Fairfieldben (Connecticut) és Strattonban (Vermont) élte, ahol a prosztatarák szövődményeibe halt bele. A vermonti Strattonban van eltemetve, és kérésére emléktáblát helyeztek el a Warren család sírhelyén a kentucky-i Guthrie-ban.

## Öröksége
2005 áprilisában az Egyesült Államok Postaszolgálata emlékbélyeget bocsátott ki Warren születésének 100. évfordulója alkalmából. A szülőhelyén, Guthrie-ben található postán mutatták be, és a szerzőt egy 1948-as fényképen ábrázolja, egy politikai tüntetés háttérjelenetével, amely az All the King's Men színhelyét hivatott megidézni. Fia és lánya, Gabriel és Rosanna Warren jelen voltak.
A Vanderbilt Egyetemen működik a Robert Penn Warren Bölcsészettudományi Központ, amelyet a Művészeti és Tudományos Főiskola támogat. 1988 januárjában kezdte meg programjait, és 1989-ben 480 000 dolláros Challenge Grantot kapott a Nemzeti Bölcsészettudományi Alaptól. A központ támogatja az "interdiszciplináris kutatást és tanulmányokat a humán, társadalomtudományok és természettudományok területén".
A középiskolát, amelybe Robert Penn Warren járt, a Clarksville High School-t (Tennessee) 1982-ben apartmankomplexummá újították fel. Az apartmanok eredeti nevét 2010-ben The Penn Warrenre változtatták.
2014-ben a Vanderbilt Egyetem megnyitotta kapuit a Warren College előtt, amely az egyetem első 2 bentlakásos főiskolája egyike, valamint a Moore College.
A Déli Írók Szövetségének alapító tagja volt.

## Művei
| - John Brown: The Making of a Martyr (1929) - Old and Blind (1931) - "A French View of Jefferson," Rev. of Thomas Jefferson: The Apostle of Americanism. by Gilbert Chinard. (1930) - Thirty-Six Poems (Alcestis Press; December 3, 1935 in a limited edition of 165 copies) - An Approach to Literature (1938), with Cleanth Brooks and John Thibaut Purser - Understanding Poetry (1939), with Cleanth Brooks - Night Rider (1939). Novel - Eleven Poems on the Same Theme (1942) - At Heaven's Gate (1943). Novel - Understanding Fiction (1943), with Cleanth Brooks - Selected Poems, 1923–1943 (1944) - "Melville the Poet" (1946). The Kenyon Review 8(2), pp. 208–223. - All the King's Men (1946). Novel - Blackberry Winter: A Story Illustrated by Wightman Williams (1946) - The Circus in the Attic, and Other Stories (1947) - Fundamentals of Good Writing: A Handbook of Modern Rhetoric (1950), with Cleanth Brooks - World Enough and Time (1950). Novel - Brother to Dragons: A Tale in Verse and Voices (1953) - Band of Angels (1955). Novel - Segregation: The Inner Conflict in the South (1956) - Promises: Poems: 1954–1956 (1957) - Selected Essays (1958) - Remember the Alamo! (1958). For children - The Cave (1959). Novel - The Gods of Mount Olympus (1959). For children - How Texas Won Her Freedom (1959). For children - All the King's Men: A Play (1960) - You, Emperors, and Others: Poems 1957–1960 (1960) - The Legacy of the Civil War (1961) | - Wilderness: A Tale of the Civil War (1961). Novel - Flood: A Romance of Our Time (1964). Novel - Who Speaks for the Negro? (1965) - Selected Poems: New and Old 1923–1966 (1966) - Incarnations: Poems 1966–1968 (1968) - Audubon: A Vision (1969). Book-length poem - Homage to Theodor Dreiser (1971) - John Greenleaf Whittier's Poetry: An Appraisal and a Selection (1971) - Meet Me in the Green Glen (1971). Novel - American Literature: The Makers and the Making (1974), with Cleanth Brooks and R.W.B. Lewis - Or Else: Poem/Poems 1968–1974 (1974) - Democracy and Poetry (1975) - Selected Poems: 1923–1975 (1976) - A Place to Come to (1977). Novel - Now and Then: Poems 1976–1978 (1978) - Brother to Dragons: A Tale in Verse and Voices - A New Version (1979) - Being Here: Poetry 1977–1980 (1980) - Jefferson Davis Gets His Citizenship Back (1980) - Rumor Verified: Poems 1979–1980 (1981) - Chief Joseph of the Nez Perce (1983). Book-length poem - New and Selected Poems: 1923–1985 (1985) - Portrait of a Father (1988) - New and Selected Essays (1989) - The Collected Poems (1998), edited by John Burt - All the King's Men: Three Stage Versions (2000), edited by James A. Grimshaw, Jr. and James A. Perkins - All the King's Men: Restored Edition (2002), edited by Noel Polk - The Poets Laureate Anthology (W. W. Norton & Company, 2010) |

## Magyarul
- Repül a nehéz kő (All the King's Men) – Magvető, Budapest, 1970 · Fordította: Vajda Endre
- Vízözön (Flood) – Európa, Budapest, 1975 · ISBN 9630702002 · Fordította: Bartos Tibor
- Az idő halála – Európa, Budapest, 1991 · ISBN 9630752913 · Fordította: Ferencz Győző, Hárs Ernő, Kiss Zsuzsa, Tandori Dezső

## Fordítás
- Ez a szócikk részben vagy egészben  a   Robert Penn Warren című angol Wikipédia-szócikk fordításán alapul.  Az eredeti cikk szerkesztőit annak laptörténete sorolja fel. Ez a jelzés csupán a megfogalmazás eredetét és a szerzői jogokat jelzi, nem szolgál a cikkben szereplő információk forrásmegjelöléseként.